# Jan II van Werst

Familiewapen
van Werst

Jan II van Werst, ridder en heer van Werst (1419-na 1493) was de zoon van Jan I van Werst.
Hij trouwde in 1444 met Margaretha Hoen van Spaubeek (ca. 1421-). Zij was de dochter van Daniël I Hoen heer van Spaubeek, Brunssum, Gerdingen en Steijn en ridder  (ca. 1370-na 1433) en Johanna van Merwede vrouwe van Gerdingen. Margaretha erfde Spaubeek van haar vader. Zij werd erfvrouwe van Gerdingen in ruil voor haar erfaandeel in Kasteel Spaubeek, met haar zuster Catharina.
Door zijn huwelijk kwam de heerlijkheid Gerdingen in het bezit van de familie van Werst. In 1470 werd Jan van Werst in het leenboek van Valkenburg ingeschreven als heer van Gerdingen en Nieuwstadt. Jan II had sinds het midden van de 15e eeuw het recht eigen munten te slaan. In zowel 1472 als ook in 1485 verrichtte Jan van Werst de verheffing van de heerlijkheid met al haar toebehoren zoals de hoge en lage justitie, de laathof en de laten. Jan en Margaretha bewoonden de hof van Weerst in Weerst. 
In 1493 ontstond er een onenigheid met zijn zwager Joris van Retersbeek over de heerlijkheid Gerdingen. Aan Cornelis van der Sargen Brabants hoogschout van 1418 tot 1486 en de schepenen Gillis van Reymerstock, Hendrik Huyn van Amstenrade en Jacob Passart werd een oordeel gevraagd. Joris van Retersbeek verklaarde dat hij in 1469 uit de nalatenschap van zijn schoonmoeder, Joanna van der Merwede, een aandeel verkregen had in de heerlijkheid Gerdingen en dat hij dat aandeel voor 2000 rijksgulden verkocht had aan Jan van Werst. Voorts verklaarde hij dat Jan hem uit deze transactie nog achthonderd rijksgulden schuldig was. Ulrick, Jans zoon, gaf ten antwoord dat Joeris hiervoor een jaarrente gekregen had van twaalf vaten rogge. Het oordeel werd in het voordeel van Jan van Werst gegeven.
Uit dit huwelijk is geboren: 
- Ulrick III van Werst heer van Werst, Gerdingen en Nieuwstadt
- Leonard van Werst monnik
- Mytche van Werst non
- Catharina van Werst
- Daniël van Werst
- Jan III van Werst
- Johan van Werst monnik

Het geslacht van Werst was afkomstig uit Weerst dat behoorde tot het graafschap Dalhem.